# Caroline Records
Caroline Records (auch Caroline International oder schlicht Caroline) ist eine US-amerikanische Plattenfirma, die 1973 von Richard Branson als Sublabel von Virgin Records gegründet wurde. Im Laufe der Jahre wurde der Markenname häufig wiederbelebt und diente als Caroline Distribution auch als Vertrieb für verschiedene Labels in den 1980er und 1990er Jahren. Heute bietet Caroline International mit Sitz in London als Tochter der Universal Music Group einen Labelservice sowie einen Vertrieb. Außerdem erscheinen weiterhin regelmäßig Alben sowie Wiederveröffentlichungen über das Label.

## Geschichte
Es diente Virgin von 1973 bis 1976 vor allem als Label für wenig kommerzielle Alben der Genres Progressive Rock und Jazz und vor allem für den europäischen Markt. Zu den ersten Alben zählte Outside the Dream Syndicate von Tony Conrad und Faust, Homesick James & Snooky Pryors selbstbetiteltes Album sowie ein Album von Lol Coxhill und Steve Miller. Das Label wurde 1976 zunächst eingestellt. In den ersten Jahren verkaufte das Label mehr als 200.000 Einheiten aus einem kleinen Lagerhaus in Greenwich Village heraus.
1983 kehrte Caroline Records als US-Distributor zurück. Es diente ab 1986 als eine Art Pseudo-Independent-Label innerhalb der Konzertstruktur von Virgin Records. In den 1980er und 1990er Jahren erschienen dementsprechend eine Reihe von Punk-Alben, unter anderem von Misfits,  Industrial wie Cabaret Voltaire, Metal wie Mercyful Fate oder Crossover wie Suicidal Tendencies und Corrosion of Conformity auf dem Label. Als Vertrieb übernahm Caroline Distribution unter anderem Fat Wreck Chords, Alternative Tentacles sowie Tooth and Nail. 1993 wurden Vertrieb und Label getrennt, nachdem Virgin Records von EMI Group aufgekauft wurde. Während das Label weiterhin bei Virgin Records verblieb, wurde der Vertrieb Teil von EMI Music Distribution (EMD). 2011 wurde das Label wieder geschlossen.
2013 belebte Universal Music die Marke wieder. Seitdem dient das Label als Label-Service und Distributor für alle Arten von Musik mit Sitz in London und arbeitet eng mit diversen Independent-Labels auf der ganzen Welt zusammen. Erste Veröffentlichung wurde Peter Gabriels Album And I’ll Scratch Yours. Zum Repertoire gehören unter anderem Korn, Yuck, Century Media, Metropolis und Welk Music Group. Auch als Plattenlabel ist Caroline weiter aktiv, Präsident Dominic Pandiscia und General Manager Mike Harris wiederbelebten das Label als nordamerikanische Schwester des Vertriebs. Seit der Wiedereröffnung veröffentlichten unter anderem Underworld und Iggy Pop dort ein gemeinsames Album. Weitere Künstler sind Tracey Thorn, Prophets of Rage und Get Well Soon. Zudem erschienen remasterte LPs von unter anderem The Heptones, Toots & The Maytals sowie Jimmy Cliff oder Boxsets von The Rubettes, April Wine und Bachman-Turner Overdrive über das Label.